# Фернандес Перейра, Пауло Витор
Пауло Витор Фернандес Перейра (порт.-браз. Paulo Vitor Fernandes Pereira; родился 24 июня 1999 года, Рио-де-Жанейро) — бразильский футболист, нападающий клуба «Портимоненсе», выступающий на правах аренды за львовские «Карпаты».

## Биография
Пауло Витор — воспитанник клуба «Васко да Гама». 14 мая 2017 года в матче против «Палмейрас» он дебютировал в бразильской Серии А, выйдя на поле на замену на 57-й минуте вместо Жеана. 13 июля 2017 года забил свой первый мяч в профессиональном футболе в поединке против «Витории».